# Acronicta lilacina
Acronicta lilacina là một loài bướm đêm trong họ Noctuidae.